# Dziga Vertov

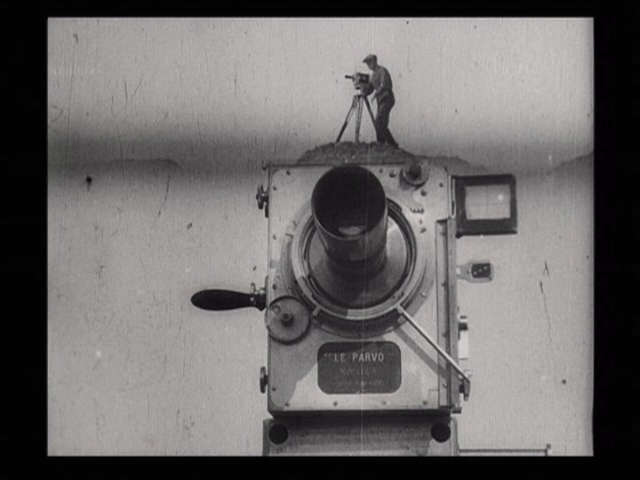
Snímek z filmu Muž s filmovou kamerou

Dziga Vertov (rusky Дзига Вертов), vlastním jménem David Abelevič Kaufman (21. prosince 1895jul./ 2. ledna 1896greg., Bělostok – 12. února 1954) byl rusko-židovský režisér dokumentárních filmů a filmových týdeníků.
Narodil se v dnes polském Bělostoku, tehdy součásti Ruského impéria.
Svoji dokumentární tvorbu začal coby redaktor filmových týdeníků, přesvědčený komunista, nadšený sovětskou avantgardou a filmovou kamerou, postupně rozvinul specifický přístup v práci se střihovou skladbou. Své přesvědčení shrnul do manifestů MY (1922) – jímž založil skupinu „Kinooků“ – a Revoluce kinooků (1923). Přestože v natáčení požadoval bezprostřední zachycování reality, některé záběry svých filmů sám aranžoval a manipuloval i střihem:
„Jdeš ulicí Chicaga dnes, v roce 1923, já tě však přinutím, abys pozdravil soudruha Volodarského, který jde v roce 1918 ulicí Petrohradu, a on ti odpoví na pozdrav. Anebo jiný příklad: do hrobu spouštějí rakve lidových hrdinů (natočeno v Astrachani v roce 1918), zasypávají hrob (Kronštadt, 1921), salva z děl (Petrohrad, 1920), lidé k uctění památky hrdinů obnažují hlavy (Moskva, 1922)“ – Dziga Vertov, Revoluce Kinooků, 1923

K snímku Muž s kinoaparátem vznikla řada soundtracků mj. od skupin The Herbaliser Band, The Cinematic Orchestra a dalších.
Jeho bratři Michail Kaufman i Boris Kaufman byli kameramany.

## Filmografie
- 1918 Kinonedělja – zpravodajský týdeník číslo 1–29
- 1918 Годовщина революции (Výročí revoluce)
- 1919 Kinonedělja – zpravodajský týdeník číslo 30–37, 40, 43
- 1919 Exhumace tělesných ostatků Sergeje Radoněžského
- 1919 Mironovův proces
- 1920 Agitační parník Krasnaja Zvezda
- 1920 Boj u Caricynu
- 1921 Istorija graždanskoj vojny (Historie občanské války)
- 1921 Sovětskije igruški (Sovětské hračky)
- 1924 Kino Glaz (Filmové oko)
- 1922–1925 Kino Pravda
- 1925 Sovkinožurnal
- 1926 Sovětský krok
- 1926 Šestaja časť mira (Šestina světa)
- 1928 Одиннадцатый (Jedenáctý rok)
- 1929 Человек с киноаппаратом (Muž s kinoaparátem)
- 1931 Энтузиазм (Enthusiasmus, Symfonie Donbasu)
- 1934 Три песни о Ленине (Tři písně o Leninovi)
- 1937 Памяти Серго Орджоникидзе (Památce Serga Ordžonikidzeho)
- 1937 Serga Ordžonikidze
- 1937 Колыбельная (Ukolébavka)
- 1938 Sláva sovětským hrdinkám
- 1938 Tri geroini (Tři hrdinky)
- 1941 Krev za krev, smrt za smrt!
- 1941 Sojuzkinožurnal č. 77
- 1941 Sojuzkinožurnal č. 87
- 1942 Kazachstan — frontu! (Tobě, Fronto)
- 1944 V gorach Ala-Tau (V horách Ala-Tau)
- 1944 Přísaha mladých
- 1954 Novosti dňa